# Sea Battle
Ne doit pas être confondu avec le jeu Sea Battle, sorti sur Game Boy et Game Boy Color en 1998
Sea Battle (Combat naval dans certaines éditions destinées aux marchés francophones) est un jeu vidéo de stratégie multijoueur développé et édité par Mattel Electronics, sorti en 1980 sur la console Intellivision,,. Un portage sur Atari 2600 a été annoncé en 1982, sous le titre High Seas mais n'a jamais été commercialisé. Une version Aquarius a également été prévue, puis abandonnée.

## Système de jeu
Le jeu est une bataille navale opposant deux adversaires dans un océan parsemé d'îles. Chacun doit réussir à envahir le port d'attache de l'adversaire tout en protégeant son propre port. Chaque joueur a accès à treize navires de guerre représentant huit types de navires différents, qu'il peut organiser en flottes de un à trois navires.

### Types de navires
| Type                 | Nombre | Vitesse max. | Blindage   | Armement  | Puissance de feu | Portée de tir | Maniabilité / accélération |
| -------------------- | ------ | ------------ | ---------- | --------- | ---------------- | ------------- | -------------------------- |
| Porte-avions         | 1      | 30           | moyen      | canon     | 10               | longue        | lente                      |
| Transport de troupes | 1      | 30           | lourd      | canon     | 7                | très courte   | très lente                 |
| Cuirassé             | 2      | 35           | très lourd | canon     | 12               | longue        | moyenne                    |
| Sous-marin           | 3      | 35           | léger      | torpilles | 20               | très longue   | rapide                     |
| Destroyer            | 1      | 40           | léger      | canon     | 9                | moyenne       | rapide                     |
| PT boat              | 2      | 40           | aucun      | torpilles | 12               | courte        | très rapide                |
| Mouilleur de mines   | 1      | 20           | léger      | canon     | 6                | très courte   | moyenne                    |
| Dragueur de mines    | 2      | 30/15        | léger      | canon     | 6                | très courte   | moyenne                    |

### Phases de jeu
- Phase « stratégie » :

L'écran représente une vue générale du théâtre des opérations, avec dans le coin inférieur gauche le port d'attache du joueur 1, et dans le coin supérieur droit celui du joueur 2. Les joueurs peuvent voir l'emplacement de toutes les flottes sur cet écran (mais pas leur composition). Chacun peut diriger ses flottes en leur donnant un cap ; la flotte se déplaçant dans cette direction jusqu'à ce qu'on lui ordonne de s'arrêter ou jusqu'à ce qu'elle rencontre la terre ou une autre flotte. Si deux flottes adverses s'approchent l'une de l'autre, toute action s'arrête et les deux flottes commencent à clignoter rapidement tandis qu'une alarme retentit. L'un ou l'autre des joueurs peut alors choisir de s'engager dans la bataille, ou si aucun des joueurs ne s'engage, les deux flottes continueront de se déplacer après quelques instants. Sur cet écran, les flottes composées d'un mouilleur de mines peuvent également piéger l'emplacement où elles se trouvent. Les navires d'un flotte ennemie prendront des dégâts s'ils passent à cet endroit, sauf la flotte est composée d'un dragueur de mines actif.
- Phase « combat » :

Lorsque deux flottes adverses s'engagent, l'action zoome sur la section de l'océan où se trouvent les flottes, et les deux flottes deviennent visibles. Les joueurs prennent le contrôle de leurs vaisseaux amiraux respectifs et tentent de couler les navires de l'adversaire. Les navires peuvent être endommagés par le feu (ennemi ou ami) ou par collision avec la terre, et coulent lorsqu'ils ont subi trop de dégâts. Le combat se termine et le jeu retourne à la phase de stratégie lorsque tous les navires de la flotte d'un joueur sont détruits. Un joueur peut également choisir de sonner la retraite pour se retirer de la bataille, mais doit dans ce cas-là survivre pendant 15 secondes pour réussir à s'échapper.
Les navires endommagés peuvent être réparés en retournant au port d'attache du joueur. En outre, les flottes peuvent être dissoutes et réassemblées dans le port d'attache (un maximum de trois fois par partie).
Le jeu se poursuit ainsi jusqu'à ce que l'un des joueurs dirige son porte-avions ou son transport de troupes dans le port d'attache de l'adversaire, l'envahissant ainsi avec succès et remportant la partie. Si un joueur perd ces deux navires pendant la bataille, tout navire restant dans sa flotte peut envahir le port adverse.

## Développement
Les illustrations du packaging sont de Jerrol Richardson.

## Héritage
Sea Battle est présent, émulé, dans la compilation Intellivision Lives! (en) sortie sur diverses plateformes, ainsi que dans A Collection of Classic Games from the Intellivision.
Sea Battle fait partie des jeux intégrés dans la console Intellivision Flashback, sortie en 2014.
La version Atari 2600, High Seas, terminée en 1982 mais jamais sortie, est présentée 16 ans plus tard par Intellivision Productions lors de la Classic Gaming Expo de Las Vegas en août 1999. À la suite du succès de cette présentation, quelques exemplaires de la cartouche, réintitulée Sea Battle, sont produites pour être vendues, sous le label Retrotopia, à l'occasion de l'édition suivante du salon.
Le 24 mars 2010, Sea Battle fait partie des jeux disponibles au lancement du service Game Room (en) de Microsoft, accessible sur Xbox 360 et PC.